# 朝鲜蒲公英
朝鲜蒲公英（学名：[Taraxacum coreanum] 错误：{{Lang}}：文本有斜体标记（帮助））为菊科蒲公英属的植物。分布在朝鲜、俄罗斯以及中国大陆的内蒙古、黑龙江、辽宁、河北、吉林等地，生长于海拔500米的地区，一般生于路边、荒地、田边或阳坡。

## 别名
白花蒲公英